# Пасека Віталій Євгенійович
Віта́лій Євге́нійович Пасека (?, с. Княжа Криниця, Черкаська область — 27  лютого 2022) — український військовослужбовець, підполковник Збройних сил України, учасник російсько-української війни. Лицар ордена Богдана Хмельницького III ступеня (2022, посмертно).

## Життєпис
Віталій Пасека народився в селі Княжій Криниці, нині Монастирищенської громади Уманського району Черкаської области України.
Загинув 27 лютого 2022 року в російсько-українській війні.

## Нагороди
- орден Богдана Хмельницького III ступеня (25 березня 2022, посмертно) — за особисту мужність і самовіддані дії, виявлені у захисті державного суверенітету та територіальної цілісності України, вірність військовій присязі[1].